# Quinton Ross
Quinton Lenord Ross (Dallas, Texas, 30 de abril de 1981) es un exjugador de baloncesto estadounidense que disputó siete temporadas en la NBA. Con 1,98 metros de altura, jugaba en la posición de alero.

## Carrera

### Universidad
Tras liderar al Instituto Kimball a la final del campeonato estatal, Ross asistió a la Universidad Southern Methodist, donde se graduó en económicas. Jugó cuatro años en SMU, promediando 14.8 puntos, 5.5 rebotes y 1.9 asistencias en 119 partidos, finalizando cuarto en anotación (1.763) en la historia de la universidad, tercero en triples conseguidos (170) y tiros libres (443), quinto en tapones (81) y sexto en robos de balón (153). Como sénior, fue nombrado mejor jugador de la Western Athletic Conference y en el mejor quinteto de la misma, además de All-American y de finalizar 37ª en anotación en toda la nación, con 20.3 puntos por partido.

### NBA
Ya que no fue elegido en el Draft de la NBA de 2003, Ross tuvo que irse a jugar al Telindus BC Oostende de Bélgica, donde promedió 16,7 puntos y 4,8 rebotes. En la temporada 2004-05, firmó un año de contrato con Los Angeles Clippers, con los que ya realizó la pretemporada en 2003. 
En su primera campaña en la NBA firmó 5.1 puntos, 2.7 rebotes y 21.3 minutos en 78 partidos, 19 de ellos de titular. Debido a su gran defensa en el perímetro, comenzó a ser asiduo en el quinteto inicial de los Clippers, apareciendo desde el principio en 45 partidos de la temporada 2005-06, en la que promedió 4.7 puntos y 2.5 rebotes. El 17 de enero de 2007, Ross realizó su mejor partido hasta la fecha, anotando 24 puntos ante Golden State Warriors. Por entonces, su actuación más destacable eran los 18 puntos que les anotó a Phoenix Suns en el sexto partido de las Semifinales de Conferencia en mayo de 2006.
El 26 de septiembre de 2008 fichó por Memphis Grizzlies, compartiendo vestuario con su primo Darrell Arthur. El 8 de julio de 2009 firmó un contrato con Dallas Mavericks.
El 13 de febrero de 2010, Ross fue traspasado a Washington Wizards junto con  Josh Howard, Drew Gooden y James Singleton a cambio de Caron Butler, Brendan Haywood y DeShawn Stevenson.
El 29 de junio de 2010, Ross fue traspasado a New Jersey Nets a cambio de Yi Jianlian. Fue cortado por los Nets el 31 de marzo de 2011 tras 36 encuentros.

### G League y Francia
Jugó para los Canton Charge de la NBA G League, y durante la temporada 2012–13, se marchó a Francia a jugar con el Boulazac de la Pro A.

## Estadísticas de su carrera en la NBA

### Temporada regular
| Año     | Equipo        | PJ  | PT  | MPP  | %TC  | %3P  | %TL  | RPP | APP | ROB | TPP | PPP |
| ------- | ------------- | --- | --- | ---- | ---- | ---- | ---- | --- | --- | --- | --- | --- |
| 2004–05 | L.A. Clippers | 78  | 19  | 21.3 | .432 | .250 | .673 | 2.7 | 1.4 | .6  | .3  | 5.1 |
| 2005–06 | L.A. Clippers | 67  | 45  | 22.6 | .422 | .000 | .760 | 2.5 | 1.2 | .8  | .2  | 4.7 |
| 2006–07 | L.A. Clippers | 81  | 43  | 21.0 | .467 | .200 | .782 | 2.3 | 1.1 | .9  | .4  | 5.2 |
| 2007–08 | L.A. Clippers | 76  | 44  | 19.8 | .391 | .429 | .667 | 2.3 | 1.2 | .6  | .4  | 4.1 |
| 2008–09 | Memphis       | 68  | 7   | 17.1 | .382 | .375 | .810 | 1.9 | .7  | .5  | .2  | 3.9 |
| 2009–10 | Dallas        | 27  | 7   | 11.1 | .411 | .231 | .625 | 1.0 | .3  | .3  | .2  | 2.0 |
| 2009–10 | Washington    | 25  | 0   | 10.4 | .309 | .125 | .500 | .9  | .2  | .2  | .1  | 1.5 |
| 2010–11 | New Jersey    | 36  | 4   | 9.8  | .441 | .000 | .357 | .8  | .3  | .1  | .2  | 1.6 |
| Total   | Total         | 458 | 169 | 18.5 | .419 | .318 | .711 | 2.1 | .9  | .6  | .3  | 4.1 |

### Playoffs
| Año     | Equipo      | PJ | PT | MPP  | %TC  | %3P  | %TL  | RPP | APP | ROB | TPP | PPP |
| ------- | ----------- | -- | -- | ---- | ---- | ---- | ---- | --- | --- | --- | --- | --- |
| 2005–06 | Los Angeles | 12 | 10 | 24.5 | .534 | .000 | .875 | 2.7 | .8  | .6  | .7  | 7.7 |
| Total   | Total       | 12 | 10 | 24.5 | .534 | .000 | .875 | 2.7 | .8  | .6  | .7  | 7.7 |